# Clyde Arc
Il Clyde Arc è un ponte per il transito veicolare e pedonale situato a Glasgow in Scozia, che attraversa il fiume Clyde da cui prende il nome. Fu inaugurato il 18 settembre 2006 e prima della sua apertura era noto come "Finnieston Bridge" o "Squinty Bridge".